# The Jack-Knife Man
The Jack-Knife Man és una pel·lícula muda de drama estatunidenca del 1920 dirigida per King Vidor i la seva pel·lícula debut amb First National. Una història de caritat cristiana i de les virtuts de l'autoajuda, l'obra reflecteix el seu "Creed and Pledge", una declaració dels seus principis artístics publicada el mateix any. Impressions de la pel·lícula sobreviu a diversos arxius de pel·lícules.

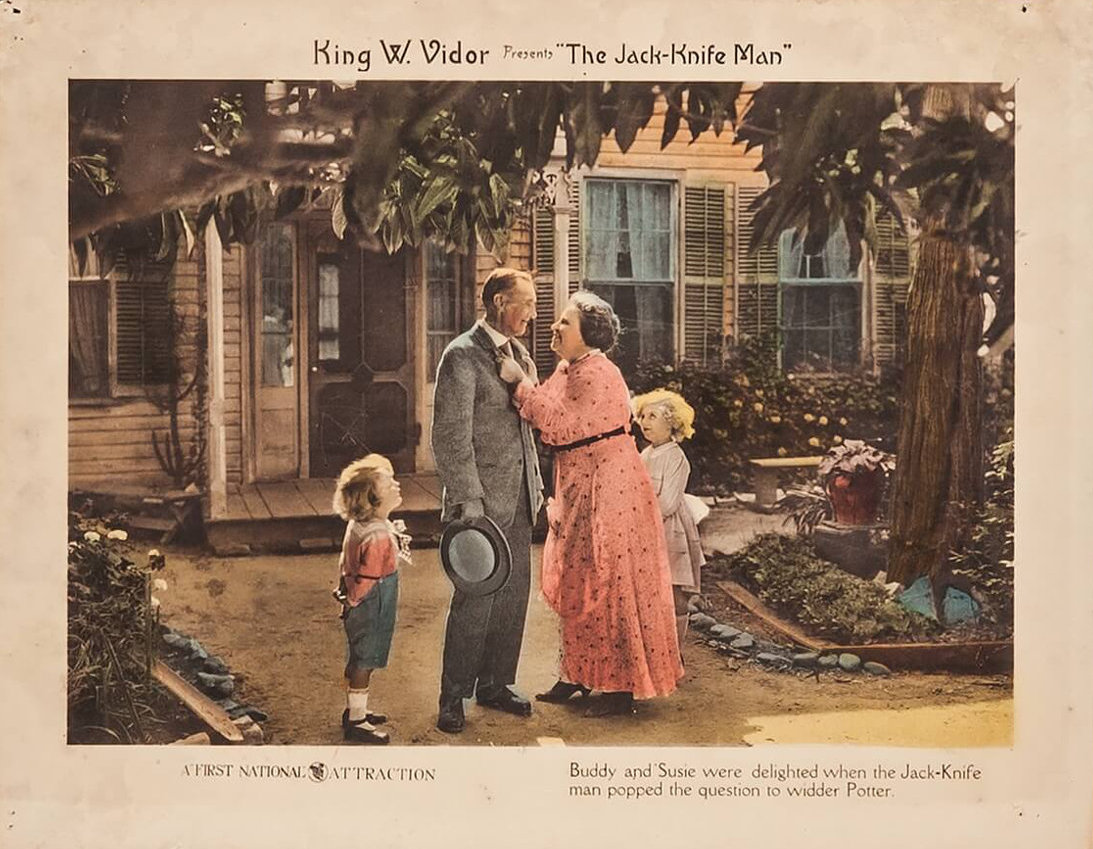
Targeta de la pel·lícula

## Trama
Tal com es descriu en una revista de cinema, Peter Lane (Turner), conegut com a "jack-knife man" perquè passa el seu temps tallant objectes de fusta, venent-los per guanyar-se la vida, estima i és estimat per la vidua Potter (Leighton), renunciant al matrimoni per raons que només ell mateix coneix. Quan un nen famolenc, "Buddy", arriba a la seva casa flotant a la recerca de menjar, en Peter li demana i rep l'ajuda de la vídua Potter. Tornant al vaixell, troba la mare del nen, moribunda, i l'enterra i adopta el nen. Un temps després, un vagabund, "Booge", s'uneix a la família i es nega a ser expulsat. Els tres esdevenen companys inseparables. Aleshores, un pastor ocupat s'apodera del noi i insisteix a trobar-li una llar, col·locant-lo amb la vídua Potter. El temps passa i Peter esdevé molt buscat com a fabricant de joguines de fusta. Després d'algunes novetats de caràcter sorprenent, la seva posició financera millora i en Peter es casa amb la vídua i tots són feliços.

## Repartiment
- F. A. Turner com a Peter Lane (acreditat com a Fred Turner)
- Harry Todd com a 'Booge'
- Bobby Kelso com a "Buddy"
- Willis Marks com a Rasmer Briggles
- Lillian Leighton com a vídua Potter
- James Corrigan com a George Rapp
- Claire McDowell com a Lize Merdin (acreditada com a Claire MacDowell)
- Charles Arling com el Doctor
- Florence Vidor com a Sra. Marcia Montgomery
- Irene Yeager com Susie (acreditada com Irene Yaeger)
- Carol Marshall com a Jane
- Anna Dodge com a paper indeterminat (acreditat com a Mrs. George Hernandez)

## Producció
The Jack Knife Man va ser la primera pel·lícula filmada a l'estudi de 15 acres de nova construcció de Vidor, "Vidor Village" a Hollywood, Califòrnia. El nou estudi formava part d'una empresa conjunta de King Vidor i First National per crear pel·lícules independents dels principals estudis, per mostrar als nombrosos teatres de First National. Vidor va pagar la construcció de Vidor Village amb una part del seu avançament de 75.000 dòlars dels exhibidors. Les escenes exteriors es van filmar a Stockton (Califòrnia).

## Tema

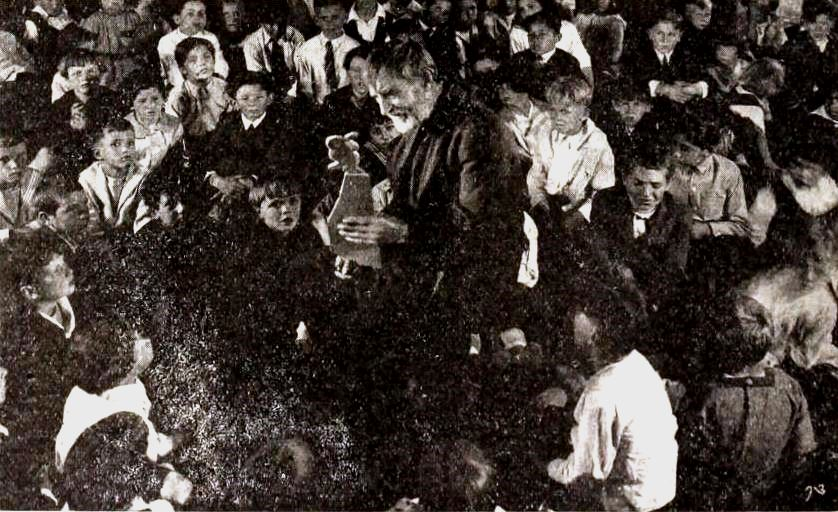
F. A. "Fred" Turner com Peter Lane a The Jack-Knife Man (1920)

Vidor va publicar el seu "Creed and Pledge" a la revista Variety poc abans de dirigir The Jack-Knife Man, un manifest dels seus ideals artístics i socials inspirat en els preceptes de Ciència Cristiana:
| « | Crec en la pel·lícula que porta un missatge a la humanitat. Crec en la pel·lícula que ajudarà a la humanitat a alliberar-se dels grillons de la por i del patiment que l'han encadenat durant tant de temps. No produiré conscientment una pel·lícula que contingui res que no crec que sigui absolutament fidel a la naturalesa humana, qualsevol cosa que pugui ferir algú o qualsevol cosa impura en pensament o acció. Tampoc retrataré deliberadament res per causar por, suggerir por, glorificar la maldat, tolerar la crueltat o atenuar la malícia. Mai m'imaginaré el mal o la maldat, excepte per demostrar la fal·làcia de la seva línia. Mentre dirigeixi pel·lícules, faré només aquelles basades en els principis del dret, i m'esforçaré per aprofitar la font inesgotable del bé per a les meves històries, la meva guia i la meva inspiració. | » |

Una història de redempció humana, els protagonistes són recompensats amb l'èxit final, però només després d'una acerbada lluita amb la natura en un paisatge desolat i amenaçador, que reflecteix la pròpia "ambivalència envers la natura" de Vidor.
Malgrat una sèrie d'interludis humorístics i el final feliç, l'efecte global de la pel·lícula és de "realisme implacable".